# イブン・ハナフィーヤ

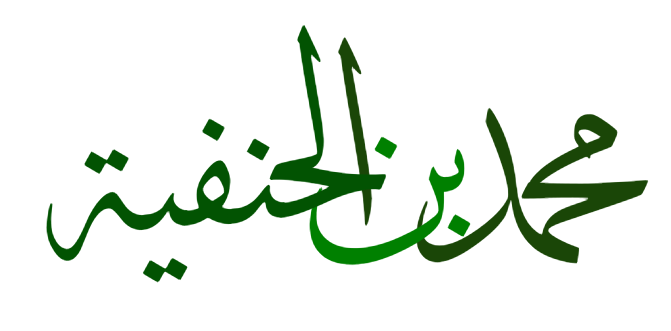
ムハンマド・ブン・ハナフィーヤ

イブン・ハナフィーヤ（ヒジュラ暦15年 - 81年; 西暦636年前後 - 700年）は、イスラーム教成立期の宗教的指導者の一人。預言者ムハンマドの従兄弟かつ女婿のアリーの息子である。

## 生涯
イブン・ハナフィーヤは「バヌー・ハニーファ部族の娘の息子」を意味し、ここでいう「娘」はアリー・ブン・アビー・ターリブの妻の一人、ハウラ・ビント・ジャアファル（Khawlah bint Ja'far）である。イスムをムハンマドというため、父系のイスムを繋げた名前はムハンマド・ブン・アリー・ブン・アビー・ターリブである。なお、アブル・カースィムのクンヤがある。イブン・ハナフィーヤは、ウマル・ブン・ハッターブがカリフであった633年ごろにメディーナで生まれた。アリーの3番目の息子である。
預言者ムハンマドが亡くなると、アラビア半島中央部ヤマーマの民は、メッカに対する宗教税ザカートの支払いを拒み、メッカ側は彼らを背教者と位置づけ、リッダ戦争が始まった。その結果、戦争に負けたヤマーマの男たちは殺され、女はメディーナに奴隷として連れてこられた。その中にイブン・ハナフィーヤの母、ハウラ・ビント・ジャアファルがいた。バヌー・ハニーファに属する者の一人がこれに気付き、アリーの前に進み出て、一族の尊厳と面目を保つため、彼女を奴隷にしないでくれと懇願した。アリーはハウラを身請けし、自由身分にすると共に、妻のファーティマ・ビント・ムハンマドが亡くなった後はこれを妻にした。イブン・ハナフィーヤことムハンマド・ブン・アリーは、ハウラの唯一人の子供である。父アリーの存命中、イブン・ハナフィーヤは敬虔かつ正直、戦場においては勇猛かつ有能であることを示した。アリーがカリフになりクーファで政治を行ったときは、カリフを補佐する四長官の一人になった。ラクダの戦い、スィッフィーンの戦いにおいても武勲を立てた。アリーはスィッフィーンにおけるイブン・ハナフィーヤの勇猛な戦いぶりを見て、自身の右腕と評した。
その後、フサイン・ブン・アリーがウマイヤ家を打倒するためクーファで挙兵することを考えながら、まだメッカにいたとき、イブン・ハナフィーヤはフサインに対して、クーファの民は父のアリーを裏切ったではないか、また兄のハサンも裏切ったではないか、だからフサイン兄も行けば同様に裏切られる、行くなと警告した。フサインはこれに答えて、メッカにいてもいずれ、ヤズィード・ブン・ムアーウィヤが必ず自分を殺すだろう、そうなれば聖都が血で穢れることになると言った。イブン・ハナフィーヤは、それならばイエメンへ逃げよう、そこなら軍の衝突を避けられると代案を出した。翌日、フサインはイブン・ハナフィーヤに、祖父のムハンマドが昨晩夢枕に立って、クーファ行きは殉教することになる旅路になるが、引き受けてくれるかと自分に言ったと返答した。
フサインがカルバラーで一族郎党もろとも殺され、唯一人生き残ったアリー・ブン・フサインが幼くして政治活動から退き礼拝に生きる日々に入ると、イブン・ハナフィーヤがアリーの一族の代表として目立つ存在になり始めた（カイサーン派）。686年にクーファで挙兵したムフタール・サカフィーは、挙兵をイブン・ハナフィーヤの名において、実行した。688年の大巡礼（ハッジ）は、4人の男がそれぞれ自分の支持者を率いて儀式を進め、それぞれが信徒共同体（ムウミニーン）の統率者を主張する異常事態になった。ひとりはアリー派を率いるイブン・ハナフィーヤ、残る三者は、メッカを支配するアブドゥッラー・ブン・ズバイル、ウマイヤ家のアブドゥルマリク、ハワーリジュ派のナジュダ・ブン・アーミル・ハナフィー（Najdah ibn 'Amir）である。
イブン・ハナフィーヤは、「正しく導かれた者」を意味する「マフディー」（al-Mahdi）と呼ばれたが、これは当時の文脈では単に、彼の知性や人格、他のカリフ位請求者に対するフェアな態度によって獲得した信頼を証する称号にすぎない。イブン・ハナフィーヤは692年にダマスクスまで足を運び、アブドゥルマリクに臣従の誓いを行った。700年にはメディーナで亡くなるが、ほどなくして「イブン・ハナフィーヤがまだ生きている」という噂が広がり始めた。イブン・ハナフィーヤは亡くなっておらず、メディーナに近いラドワー山に隠遁しているという。いまは野性の動物たちに食べ物を分けてもらって、守られながら暮らしているが、アッラーが頃合いを見計らって再び人間世界に使いよこし、この世に正義と真の信仰を打ち立てる、と言われた。「正しく導かれた者」を意味する「マフディー」が「救世主」の意味も持つようになったのは、このイブン・ハナフィーヤに関する伝説が確立してからのことである。
なお、イブン・ハナフィーヤはペルシア湾内の島、ハールグ島の岩の中のモスクに隠遁しているという説もある